# Condado de Lawrence (Tennessee)
O Condado de Lawrence é um dos 95 condados do Estado americano do Tennessee. A sede do condado é Lawrenceburg, e sua maior cidade é Lawrenceburg. O condado possui uma área de 1 600 km² (dos quais 2 km² estão cobertos por água), uma população de 39 926 habitantes, e uma densidade populacional de 25 hab/km² (segundo o censo nacional de 2000). O condado foi fundado em 21 de outubro de 1817.